# ワカ・フロッカ・フレイム
ワカ・フロッカ・フレイム（Waka Flocka Flame、本名: ワーキン・マルファーズ、1986年5月31日 - ）は、アメリカ合衆国ニューヨーク州クイーンズ出身のラッパー。
2010年にアルバム『Flockaveli』でデビュー。このアルバムからのシングル「No Hands」は全米でヒットを記録した。

## 略歴
1986年にニューヨークで生まれ、その後ジョージア州へと移住。彼の母親は「So Icey/Mizay Entertainment」という会社のCEOを務めており、以前はグッチ・メインのマネージャーを務めていた経験もある。
ステージネームの「Waka」の部分は従兄弟によって付けられたもので、ジム・ヘンソン率いる操り人形集団「マペット」の中に登場するフォジー・ベアー（Fozzie Bear）という熊のキャラクターの口癖である「Waka Waka」から取られたもので、ミュージックビデオやライヴでは、彼が同キャラクターのネックレスをして登場することが多い。また『Flocka Flame』の部分は、グッチ・メインによって付けられた名前である。
2010年10月5日、デビューアルバム『Flockaveli』をリリース。全米アルバムチャートにて、初週に3万7千枚程を売り上げ、初登場6位を記録。現在までに29万枚近くを売り上げている。また、このアルバムから「No Hands」などのヒット曲が生まれる。
2012年6月8日には、2枚目のアルバム『Triple F Life: Friends, Fans, & Family』がリリースされた。

## 人物
2010年1月に、強盗に襲われ2発の銃弾を受けている。また、直後の3月に開催されたライヴ中に発砲事件が発生しており、その際に客席にいた若者8人が病院へ搬送されたが、全員命に別状はなかった。また、人気ラッパー、ヤング・ジージーとの抗争が激化していた時期があり、何度か銃撃戦に巻き込まれたこともある。

## ディスコグラフィー
スタジオ・アルバム
- Flockaveli (2010年)
- Ferrari Boyz (with Gucci Mane) (2011年)
- Triple F Life: Friends, Fans & Family (2012年)
- Flockaveli 2 (2020年)